# تسیگلهایم
تسیگلهایم (به آلمانی: Ziegelheim) یک شهر در آلمان است که در اتنبرگر لند واقع شده‌است. تسیگلهایم ۹۴۴ نفر جمعیت دارد.